# Японське вторгнення до Бірми
Японське вторгнення в Бірму було початковим етапом бірманської кампанії на театрі Другої світової війни в Південно-Східній Азії, яка тривала протягом чотирьох років з 1942 по 1945 рік. Протягом першого року кампанії (з грудня 1941 р. до середини 1942 р.) японська армія (за допомогою тайської армії Пхаяп і бірманських повстанців) витіснила війська Британської імперії та Китаю з Бірми, потім почала японську окупацію Бірми та сформувала номінально незалежний адміністративний уряд Бірми.

## Фон

### Британське панування в Бірмі
До початку Другої світової війни Бірма була частиною Британської імперії, яка поступово була окупована та анексована після трьох англо-бірманських війн у ХІХ столітті. Спочатку керована як частина Британської Індії, відповідно до Закону про уряд Індії 1935 року Бірма стала окремою колонією. Під британським правлінням відбувся значний економічний розвиток, але більшість бірманської громади ставала дедалі неспокійнішою. Серед їхніх проблем були імпорт індійських робітників для забезпечення робочої сили для багатьох нових галузей промисловості та ерозія традиційного суспільства в сільській місцевості, оскільки земля використовувалася під плантації експортних культур або ставала закладом індійських лихварів. Прагнення до незалежності зростало. Коли Бірма зазнала нападу, бірманці не захотіли брати участь у захисті британського істеблішменту, і багато хто охоче приєднався до рухів, які допомагали японцям.

### Британська оборона
Плани оборони британських східних володінь передбачали будівництво аеродромів, що з'єднують Сінгапур і Малайю з Індією. Ці плани не враховували той факт, що Британія також перебувала у стані війни з Німеччиною, і коли Японія вступила у війну, сил, необхідних для захисту цих володінь, не було. Бірму вважали військовим тилом, малоймовірним для атаки.
Генерал-лейтенант Томас Гаттон, командувач бірманською армією зі штабом у Рангуні, для захисту країни мав лише 17-ту індійську піхотну дивізію та 1-шу бірманську дивізію, хоча очікувалася допомога від китайського націоналістичного уряду під керівництвом Чан Кайші. Під час війни британсько-індійська армія розширилася більш ніж у дванадцять разів порівняно з її чисельністю в мирний час у 200 000 осіб, але наприкінці 1941 року це розширення означало, що більшість підрозділів були недостатньо навченими та погано оснащеними. У більшості випадків така підготовка та спорядження, які отримували індійські підрозділи в Бірмі, були призначені для операцій у кампанії в Західній пустелі або на північно-західному кордоні Індії, а не в джунглях. Батальйони Бірманських Стрілців, які сформували більшу частину 1-ї Бірманської дивізії, спочатку були створені лише як війська внутрішньої безпеки з числа меншин у Бірмі, таких як Карени. Вони також швидко розширювалися завдяки притоку солдатів-бірманців, їм не вистачало спорядження і складалися в основному з новобранців.

### Японські плани
Японія вступила у війну насамперед для того, щоб отримати сировину, особливо нафту, з європейських (зокрема, голландських) володінь у Південно-Східній Азії, які були слабко захищені через війну в Європі. Їхні плани передбачали напад на Бірму частково через власні природні ресурси Бірми (які включали частину нафти з родовищ навколо Єнанг'яунга, а також мінерали, такі як кобальт і великі надлишки рису), але також для захисту флангу їхнього головного наступу на Малайю і Сінгапур і забезпечення буферної зони для захисту територій, які вони мали намір окупувати.
Додатковим фактором була Бірманська дорога, завершена в 1938 році, яка з'єднала Лашіо, в кінці залізниці з порту Рангун, з китайською провінцією Юньнань. Ця нещодавно завершена ланка використовувалася для доставки допомоги та боєприпасів китайським націоналістичним силам Чан Кай-Ші, які протягом кількох років воювали з японцями. Японці, природно, хотіли розірвати цей зв'язок.
Південна експедиційна армійська група під загальним командуванням генерала Хісаїті Терауті відповідала за всі військові операції в Південно-Східній Азії. П'ятнадцята японська армія під командуванням генерал-лейтенанта Шодзіро Ііда спочатку мала місію окупувати північний Таїланд, який підписав договір про дружбу з Японією 21 грудня 1941 року, і атакувати південну бірманську провінцію Тенасерім через пагорби Тенассерім. Армія складалася з високо оцінених 33-ї дивізії та 55-ї дивізії, хоча обидві дивізії були ослаблені на кілька тижнів загонами для інших операцій.

### Бірманські повстанці
Оскільки загроза війни зростала, японці шукали зв'язків із потенційними союзниками в Бірмі. Наприкінці 1940 року Аун Сан, бірманський студентський активіст, зв'язався з Сузукі Кейдзі в Амої та відправився до Японії для переговорів. Пізніше він і кілька інших добровольців (тридцять товаришів) пройшли інтенсивну військову підготовку на острові Хайнань. Армія незалежності Бірми була офіційно заснована в Бангкоку, Таїланд, 28 грудня 1941 року. Спочатку вона складалася з 227 бірманців і 74 японців. Але загін був швидко посилений великою кількістю добровольців і новобранців, коли в рамках основного японського вторгнення вони перетнули кордон Бірми.

## Захоплення японцями Рангуна

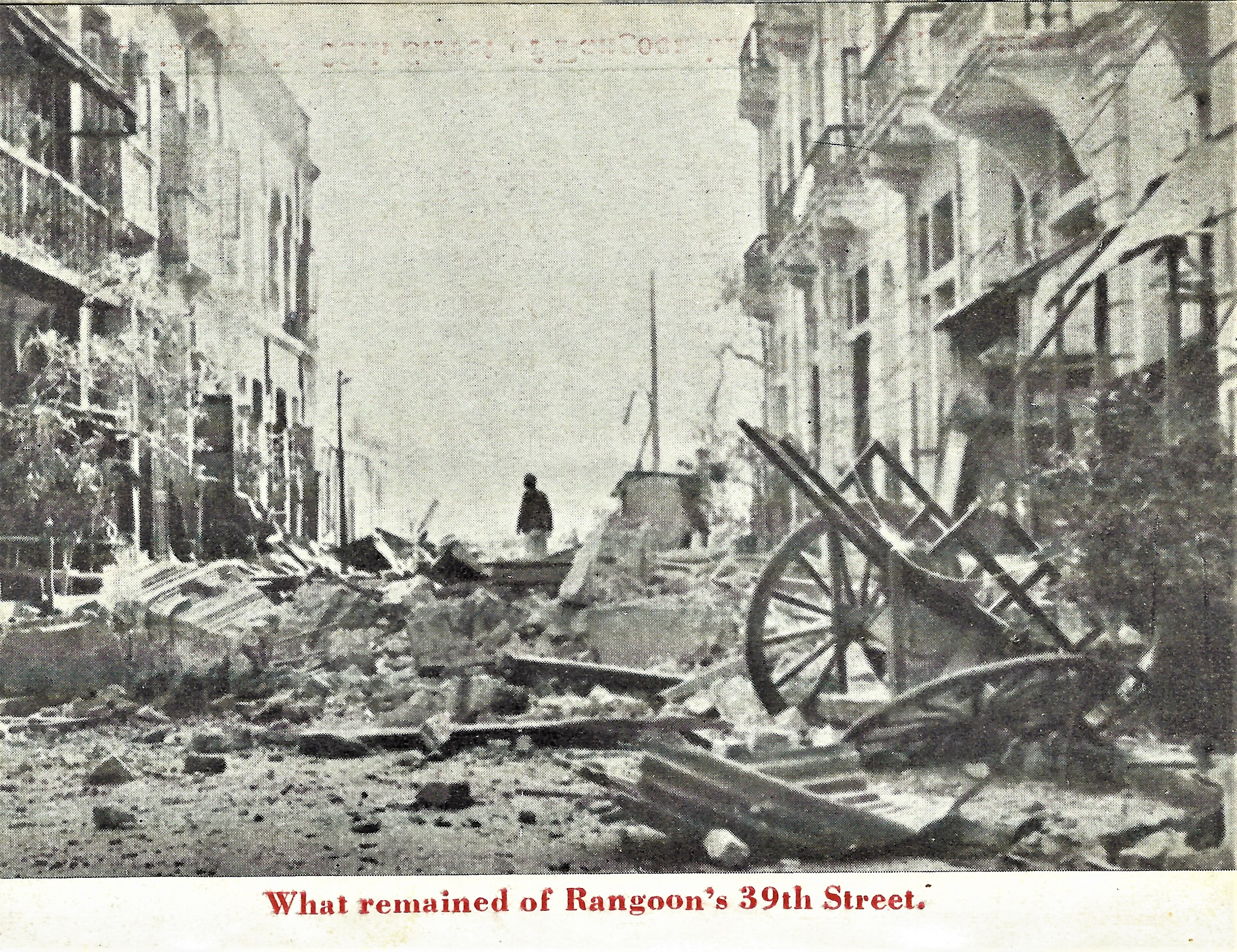
Вигляд пошкоджень від бомбардувань у Рангуні після японського повітряного нападу в грудні 1941 року

22 грудня 1941 року японська 55-та дивізія, що базувалася в Бангкоку, на чолі з генерал-лейтенантом Такеші Кога отримала наказ перетнути кордон Бірми та захопити Моулмейн. До 17 січня дивізія була в Мае Сот, готуючись наступати на Кавкарейк, а потім далі на Моулмейн. 22 січня 1942 року британці евакуювали Мергуї. За словами Луїса Аллена, «до 23 січня 1942 року всі три важливі злітно-посадкові смуги в південному Тенассерімі — Тавой, Мергуї, Вікторія-Пойнт — були в руках японців, і тепер можна було забезпечити прикриття винищувачів під час кожного бомбардування Рангуна».
Спочатку Рангун відносно успішно захищали від японських повітряних нальотів невеликі загони Королівських ВПС, підсилені ескадрильєю Американської добровольчої групи, більш відомої як «Летючі тигри». Більшість аеродромів знаходилися між Рангуном і наступаючими військами Осі, і в міру того, як японці використовували аеродроми в Тенассерімі, кількість попереджень про напад на рангунські аеродроми зменшувалася, і вони ставали все більш і більш непридатними.
22 січня 1942 року основні сили японської 55-ї дивізії почали головний наступ на захід від Рахаенга в Таїланді через перевал Кавкарейк. 16-та індійська піхотна бригада 17-ї індійської дивізії, яка охороняла цей підхід, поспішно відступила на захід. Японська дивізія просунулася до Мулмейна в гирлі річки Салуїн, де гарнізоном була 2-а бірманська піхотна бригада. Позицію було майже неможливо захистити, і вона мала річку Салуїн, майже 1,5 милі (2,4 км) шириною, за нею. 2-га бірманська бригада була стиснута в дедалі тісніший периметр і врешті-решт відступила через річку на поромі 31 січня, залишивши велику кількість припасів і обладнання. Частина сил залишилася в Моулмейні і мала переплисти річку.

### Битва при Паані
Вранці 12 лютого 1942 року відбувся бій між трьома ротами 7-го батальйону 10-го полку Белуджа (17-та індійська дивізія) і трьома батальйонами 215-го піхотного полку 33-ї японської дивізії біля с. Кузейк уздовж західного берега річки Салуїн. На східному березі лежало невелике містечко Паан . Японці перетнули річку з Паана під покровом темряви в ніч на 11 лютого і атакували о 45 хвилині після півночі.
Белуджі (фактично складалися з рот догра, панджабських мусульман і пуштунів) були переважно новобранцями, навченими вести війну в пустелі та не мали зброї та амуніції. Проте, вони чинили запеклий опір, утримуючи свої позиції протягом кількох годин і вступаючи в численні рукопашні сутички. Однак японці змогли остаточно захопити британські позиції до ранку 12 лютого завдяки своїй значно більшій чисельності (вони переважали белуджів п'ять проти одного), попередньому бойовому досвіду та атакам на британські позиції в Кузейк японськими пікіруючими бомбардувальниками в попередні дні та години.
Залишки британських частин після цієї битви відступили на північ до командування бригади в Татоні. Після цієї битви вижили менш ніж третина бійців 7/10 белуджів. Цю битву здебільшого називають «битвою при Паані», а іноді — «битвою при Кузейк-Паані».

### Міст Сіттанг
17-та індійська дивізія незабаром відступила далі на північ. Вони намагалися утримати річку Білін (14-19 лютого) та інші резервні лінії, коли вони це робили, але мали надто мало військ, щоб уникнути постійного обходу з флангу. Зрештою дивізія відступила до мосту через річку Сіттанг у загальному безладді. Відступ було затримано через такі інциденти, як автомобіль, що прориває мостове полотно, повітряні атаки (включаючи, нібито, випадкові атаки Королівських ВПС і Американської волонтерської групи), і переслідування Японії. Затримки дозволили японським сторонам проникнути до самого мосту, і погано організована оборона мосту опинилася під загрозою краху. Побоюючись, що міст залишиться неушкодженим для японців, які використають його для наступу на Рангун, командир дивізії генерал-майор «Джекі» Сміт, вранці 23 лютого 1942 року наказав його підірвати, причому більшість дивізія опинилася на стороні, яку утримував ворог.
Багато бійців 17-ї дивізії, які опинилися в пастці на утримуваному японцями березі річки, переправилися на західний берег вплав або на імпровізованих плотах, але їм довелося залишити майже все своє спорядження, в тому числі більшу частину стрілецької зброї. Пізніше це змусило декого поставити під сумнів рішення підірвати міст, стверджуючи, що річка сама по собі не становила великої перешкоди для японців, і що було досягнуто більше шкоди, ніж користі, оскільки це призвело до того, що дві бригади опинилися на мілині і відстрочило захоплення японцями Рангуну максимум на десять днів.

### Падіння Рангуна
Хоча річка Сіттанг теоретично була сильною оборонною позицією, катастрофа на мосту залишила союзні сили надто слабкими, щоб його утримати. Генерал Арчібальд Вейвелл, головнокомандуючий Американо-британсько-голландсько-австралійського командування, все ж наказав утримати Рангун. Він очікував значного підкріплення з Близького Сходу, включаючи австралійську піхотну дивізію. 28 лютого він формально звільнив Гаттона (хоча Гаттона офіційно вже змінив на посаді генерал Гарольд Александер), а наступного дня він звільнив Сміта, який у будь-якому випадку був дуже хворий.
Незважаючи на те, що австралійський уряд відмовився дозволити своїм військам відправитися в Бірму, деякі британські та індійські підкріплення, включаючи британську 7-му бронетанкову бригаду (оснащену новими танками M3 Stuart) і 63-ю індійську піхотну бригаду, висадилися в Рангуні. Александер наказав контратакати японців у Пегу, 40 миль (64 км) на північний схід від Рангуна, але незабаром зрозумів, що немає надії захистити Рангун. 7 березня армія Бірми евакуювала Рангун після реалізації плану випаленої землі, щоб відмовити японцям у використанні своїх об'єктів. Було зруйновано порт і підірвано нафтовий термінал. Коли союзники відходили, місто горіло.
Залишки бірманської армії опинилися в оточенні, відступаючи на північ від міста, але прорвалися через блокпост Тауккян внаслідок помилки місцевого японського командира. Полковник Таканобу Сакума, який командував японським 214-м піхотним полком, отримав наказ заблокувати головну дорогу на північ від Рангуна до Проме, поки основна частина 33-ї дивізії обходила місто з метою атаки із заходу. Відступаючі британські та індійські війська були відкинуті назад, коли вони спробували прорватися через блокпост Сакуми. Александер наказав провести ще одну атаку, але виявив, що японці пішли. Не розуміючи, що британці евакуюються з Рангуну, Сакума зняв блокпост, як і було наказано, як тільки 33-тя дивізія досягла запланованих позицій. Якби він цього не зробив, японці могли б захопити генерала Александра та більшу частину решти бірманської армії.

## Японці наступають на Салуїн і Чиндвін
Після падіння Рангуна союзники спробували закріпитися в центральній Бірмі. Було сподівання, що китайські експедиційні сили в Бірмі під командуванням Луо Чжоін і складаються з п'ятої армії (під командуванням Ду Юмінга) і шостої і шістдесят шостої армій зможуть утримати фронт на південь від Мандалая. Кожна китайська армія мала за чисельністю приблизно британську дивізію, але порівняно мало техніки. Тим часом новостворений Бірманський корпус, який був сформований, щоб звільнити штаб армії Бірми від повсякденної відповідальності за операції і складався з 1-ї бірманської дивізії, 17-ї індійської дивізії та 7-ї бронетанкової бригади, захищав долину річки Іраваді. Постачання не відразу було проблемою, оскільки багато військових матеріалів (включаючи матеріали, спочатку призначені для відправлення до Китаю) було евакуйовано з Рангуна, рису було багато, а нафтові родовища в центральній Бірмі все ще були недоторканими, але належних сухопутних шляхів з Індії не існувало, і лише повернення Рангуна дозволило б союзникам утримувати Бірму на невизначений термін.
Союзники сподівалися, що японське просування сповільниться; замість цього воно набрало швидкість. Японці підсилили свої дві дивізії в Бірмі 18-ю дивізією, перекинутою з Малайї, і 56-ю дивізією, перекинутою з Голландської Ост-Індії після падіння Сінгапуру та Яви. Вони також привезли велику кількість захоплених британських вантажівок та інших транспортних засобів, що дозволило їм швидко переміщувати постачання, використовуючи дорожню мережу південної Бірми, а також використовувати колони мотопіхоти, особливо проти китайських військ. Крило Королівських ВПС, що діяло з Магве, було підкошено виведенням радарів і підрозділів радіоперехоплення до Індії, і японці незабаром отримали перевагу в повітрі. Японські бомбардувальні флоти, які не зустріли протидії, атакували майже всі великі міста в контрольованій союзниками частині Бірми, спричинивши масові руйнування та безлад. Швидко зростаюча Армія незалежності Бірми турбувала союзні сили, тоді як багато солдатів-бірманців з Бірманських Стрілців дезертирували.
Союзникам також заважав поступовий розпад цивільного уряду на територіях, які вони утримували, і велика кількість біженців. Потік біженців розпочався невдовзі після бомбардування Рангуну наприкінці грудня 1941 року і збільшився до «масової втечі» в лютому 1942 року, коли індійське (а також англо-індійське і англо-бірманське) населення Бірми тікало до Індії, побоюючись як японців, так і вороже налаштованих бірманців. Індійці середнього класу та біженці змішаних рас часто могли дозволити собі купити квитки на кораблі чи навіть літаки, тоді як звичайні робітники та їхні сім'ї в багатьох випадках були змушені долати шлях пішки.
Командувач Бірманського корпусу генерал-лейтенант Вільям Слім намагався перейти в контрнаступ на західній ділянці фронту, але його війська неодноразово обходилися з флангів і були змушені з боями вириватися з оточення. Корпус поступово відкидався на північ до Мандалая. 1-ша бірманська дивізія виявилася відрізаною та потрапила в пастку на палаючих нафтових родовищах у Єнанг'яуні, які союзники самі знищили, щоб позбавити японців можливості. Незважаючи на те, що дивізія була врятована китайською піхотою та британськими танками в битві при Єнанг'яуні, вона втратила майже все своє обладнання та свою згуртованість.
На східній частині фронту, в битві за дорогу Юньнань-Бірма, китайська 200-та дивізія деякий час стримувала японців в районі Тунгоо, але після її падіння дорога була відкрита для моторизованих військ японської 56-ї дивізії, які розгромили китайську Шосту армію на сході в штатах Каренні і просунулися на північ через Шанські князівства, щоб захопити Лашио, обійти оборонні лінії союзників і відрізати китайські армії від Юньнані. Після фактичного краху всієї оборонної лінії не залишалося іншого вибору, окрім відступу суходолом до Індії або до Юньнані.

### Відступ союзників

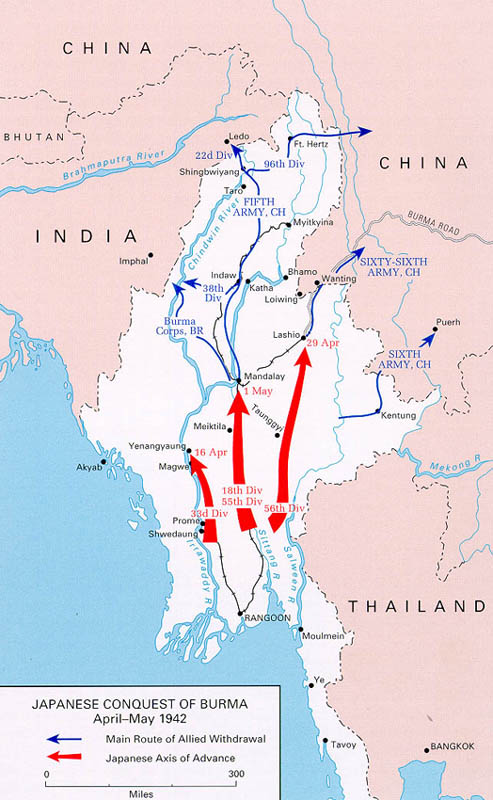
Наступ японців і відступ союзників

Відступ проходив у жахливих умовах. Голодні біженці, неорганізовані відсталі, хворі та поранені забивали примітивні дороги та колії, що вели до Індії.
Щонайменше 500 000 цивільних втікачів досягли Індії, тоді як невідома кількість, за консервативними оцінками, від 10 000 до 50 000, померла на цьому шляху. У наступні місяці від 70 до 80 % тих, хто дістався Індії, були уражені такими хворобами, як дизентерія, віспа, малярія чи холера, причому 30 % «відчайдушно».
26 квітня британські, індійські та бірманські сили приєдналися до цивільних у повному відступі. Бірманський корпус відступив до Маніпуру в Індії. На одному етапі Александер запропонував, щоб 7-а бронетанкова бригада та одна піхотна бригада супроводжували китайські армії в Юньнань, але його переконали, що танкова бригада швидко стане неефективною, коли її відріжуть від Індії.
Японці намагалися відрізати Бірманський корпус, в ніч з 1 на 2 травня відправивши війська на човні вгору по річці Чиндвін, щоб захопити річковий порт Моніва. Поспішно відновлена 1-ша бірманська дивізія не змогла відбити Моніву, але дозволила решті корпусу відійти на північ. Коли 10 травня Корпус намагався переправитися до Калева на західному березі Чиндвіна на розбитих поромах, японці, що наступали з Моніви, спробували оточити їх у «улоговині», оточеній скелями в Швегіні на східному березі. Хоча контратаки дозволили військам втекти, більшу частину обладнання Бірманського корпусу, що залишилося, довелося знищити або покинути. 12 травня японці зайняли Калеву, подолавши 1 500 миль (2 400 км) за 127 днів, провів 34 битви.
Бірманський корпус досяг Імпхала в Маніпурі незадовго до початку мусону в травні 1942 року. Спеціальний штаб Бірманського корпусу було розформовано, а штаб IV корпусу, який нещодавно прибув до Індії, зайняв фронт. Війська виявилися просто неба під проливними мусонними дощами в надзвичайно нездорових умовах. Армія та цивільна влада в Індії дуже повільно реагували на потреби військ і цивільних біженців. Незважаючи на те, що передові підрозділи підтримували певний порядок, багато імпровізованих підрозділів і війська тилу розчинилися в безладному розгромі. Війська перебували в тривожному стані, з «запаморочливими історіями звірств і страждань».
Тим часом британський цивільний уряд Бірми повернувся до М'їчини в Північній Бірмі, супроводжуваний багатьма британськими, англо-індійськими та індійськими цивільними особами. Губернатора (Реджинальда Дорман-Сміта) та найвпливовіших цивільних було вивезено з аеродрому М'їчини, дехто хворів і був поранений. Більшість біженців у М'їткіні були змушені пробиратися до Індії через нездорову долину Гукаунг і крутий лісистий хребет Паткай. Багато загинуло в дорозі, і коли вони досягли Індії, було кілька випадків, коли цивільна влада дозволяла білим і євразійським цивільним продовжувати шлях, не даючи індійцям продовжити шлях, фактично прирікаючи багатьох на смерть. Натомість багато приватних осіб, наприклад Асоціація плантаторів чаю Ассам, зробили все можливе, щоб надати допомогу.
Наступ Японії відрізав багато китайських військ від Китаю. Багато з них також відступили до Індії через долину Хукаунг і жили в основному за рахунок грабежів, що ще більше посилювало страждання біженців. Проте китайська 38-ма дивізія під командуванням Сунь Лі-дженя з боєм пройшла на захід через Чіндвін, прибувши до Імфала 24 травня, практично неушкодженою, але з великими втратами. Американський генерал Джозеф Стілвелл також пройшов пішки до Імфала, прибувши 20 травня. Китайські війська, що залишилися, намагалися повернутися в Юньнань через віддалені гірські ліси, але багато хто на шляху загинув.
23 000 китайських солдатів, які відступили до Індії, були передані під командування генерала Стілвелла та зосереджені в таборах у Рамгарху в Біхарі. Після одужання вони були переобладнані та перенавчені американськими інструкторами.

### Припинення операцій
Японські 18-та і 56-та дивізії переслідували китайців у Юньнань, але 26 квітня отримали наказ зупинитися на річці Салуїн. Японська 33-тя дивізія також зупинилася на Чіндвіні наприкінці травня, завершивши кампанію до закінчення мусонних дощів. У прибережній провінції Аракан частина Армії незалежності Бірми досягла острова Ак'яб раніше за японські війська. Однак вони також спровокували міжобщинні бої між буддистським і мусульманським населенням провінції. Японське просування в Аракані закінчилося трохи на південь від кордону з Індією, що спонукало британську військову та цивільну владу в Читтагоні та його околицях запровадити передчасну політику «випаленої землі», яка сприяла Бенгальському голоду 1943 року.

## Тайська окупація штатів Кайя і Шан
21 грудня 1941 року Таїланд підписав військовий союз з Японією. 21 березня 1942 року японці погодилися з тим, що штат Кайя та штат Шан перебувають під контролем Таїланду. Провідні частини тайської армії Пхаяп перетнули кордон штатів Шан 10 травня 1942 року. 27 травня три таїландські піхотні дивізії та одна кавалерійська дивізія за підтримки королівських військово-повітряних сил Таїланду захопили Кенгтунг. Опозицією була 93-тя дивізія Національної революційної армії, яка вже була відрізана японським просуванням до річки Салуїн і відступала.
12 липня 1942 року тайська дивізія почала окупацію штату Каях. Вони вигнали китайську 55-ту дивізію з Лойкава, взявши багато китайців у полон. До кінця війни тайці залишалися під контролем Сахарат Тай Доем. Їхні війська страждали від нестачі припасів і хвороб, але не зазнавали атак союзників.
Пізніше китайське мусульманське місто Панлонг у Британській Бірмі було повністю зруйноване під час вторгнення японськими військами. Хуейцзу, Ма Гуангуй став лідером гвардії самооборони Хуей Панлун, створеної урядом Гоміньдану Республіки Китай. Японці спалили Панглонг, вигнавши понад 200 домогосподарств хуейцзу як біженців. Юньнань і Кокан прийняли біженців з Панглона. Одним із племінників Ма Гуанґуя був Ма Єйе, син Ма Гуанхуа, і він розповів історію Панглона, включаючи японську атаку.
Розповідь про японську атаку на Хуей у Панглоні була написана та опублікована в 1998 році Хуі з Панлонга під назвою «Буклет Панлонг». Японська атака змусила сім'ю Хуей Му шукати притулку в Панглонг, але вони були знову вигнані в Юньнань, коли японці напали на Панглонг.

## Наслідки
Після невдачі у захопленні Індії у грудні 1944 року британці розпочали операцію «Капітал», яка призвела до битви за Мейтхілу та Мандалай у 1945 році і завершення бірманської кампанії.

## Подальше читання
- Carew, Tim. The Longest Retreat
- Calvert, Mike. Fighting Mad
- Dillon, Terence. Rangoon to Kohima
- Drea, Edward J. (1998). An Allied Interpretation of the Pacific War. In the Service of the Emperor: Essays on the Imperial Japanese Army. Nebraska: University of Nebraska Press. ISBN 0-8032-1708-0.
- Fujino, Hideo. Singapore and Burma
- Grant, Ian Lyall & Tamayama, Kazuo Burma 1942: The Japanese Invasion
- Iida, Shojiro From the Battlefields
- Ikuhiko Hata Road to the Pacific War
- Hodsun, J.L. War in the Sun
- Anderson, Duncan (1991). Keegan, John (ред.). Churchill's Generals. London: Cassell Military. с. 243—255. ISBN 0-304-36712-5.
- Latimer, Jon. Burma: The Forgotten War
- Moser, Don (1978). World War II: China-Burma-India. Time-Life. ISBN 978-0-8094-2484-9.
- Ochi, Harumi. Struggle in Burma
- Reynolds, E. Bruce. Thailand and Japan's Southern Advance
- Sadayoshi Shigematsu Fighting Around Burma
- Smyth, John Before the Dawn
- Sugita, Saiichi. Burma Operations
- Young, Edward M. Aerial Nationalism: A History of Aviation in Thailand